# گرت روبرت
گرت جان پریچارد رابرتز(به انگلیسی: Gareth John Pritchard Roberts) زاده سال ۱۹۶۸ یک رمان‌نویس و فیلمنامه‌نویس بریتانیایی است وی برای نویسندگی سریال دکتر هو مشهور شده‌است.